# Nicolás el Alemán
Nicolás el Alemán (fallecido en junio de 1277) fue el señor de Cesarea en el Reino de Jerusalén. También fue conocido como Nicolás de Cesarea.

## Biografía
Era el hijo de Juan el Alemán y su esposa Margarita de Cesarea. Cuando murió su padre, el hermano mayor de Nicolás Hugo ya había muerto, por lo que Nicolás heredó el señorío materno de Cesarea.
La fortaleza de Cesarea fue capturada y despoblada en 1275 por los mamelucos bajo el sultán Baibars.
En 1276 se casó con Isabel de Ibelín, señora de Beirut, hija de Juan II de Beirut. Ella había estado casada anteriormente ya dos veces, primero con Hugo II de Chipre, y con un cruzado inglés llamado Hamo Lestrange, señor de Ellesmere.
Nicolás asesinó en 1276 en Nicosia al primo de su esposa, Juan de Ibelín, después de lo cual su hermano Balduino de Ibelín tomó venganza y asesino a Nicolás en junio de 1277. Los antecedentes de esta sangrienta disputa familiar permanecen anónimas en las tradiciones.
Después de su muerte, su viuda se casó por cuarta vez con Guillermo Barlais.